# Saetotaenia
Saetotaenia là một chi bướm đêm thuộc phân họ Tortricinae của họ Tortricidae.

## Các loài
- Saetotaenia velitans (Meyrick, 1923)